# Conoscenza aperta
La conoscenza aperta (in lingua inglese open knowledge) è una filosofia ispirata al contenuto aperto che aspira alla diffusione della conoscenza con le seguenti caratteristiche:
- libera (di proprietà di ogni essere umano)
- accessibile (raggiungibile da ogni essere umano)
- comprensibile (presentata nel modo più semplice possibile e attraverso la definizione esaustiva di ogni significato coinvolto)
- universale (accessibile in ogni lingua)